# Werner Speckmann
Werner Speckmann (Dortmund, 21 agosto 1913 – Hamm, 23 febbraio 2001) è stato un compositore di scacchi tedesco.
Di professione magistrato, compose più di 2000 problemi (diretti e inversi), dei quali circa 200 premiati. Era specializzato nei problemi logici e nelle miniature (problemi con al massimo 7 pezzi, compresi i pedoni).
Fu nominato dalla PCCC Arbitro Internazionale per la composizione nel 1959 e Maestro Internazionale della composizione nel 1967.
Scrisse diverse opere teoriche e raccolte di problemi, tra cui:
- Strategie im Schachproblem (242 miniature), Berlino 1959
- Das logische Schachproblem (1965)
- Schachminiaturen (miniature in due mosse), Berlino 1965
- Kleinste Scachaufgaben (miniature con 3 o 4 pezzi), Berlino 1970
- Ausgewählte Schachaufgaben (problemi scelti), Berlino 1999

Tradusse dal russo in tedesco un libro di Evgeny Umnov sull'arte della composizione (Schachcompositionen, Berlino 1961) e il libro di Abram Gurvič Poesia degli scacchi, col titolo Meisterwerke der Endspielkunst (Berlino 1964).
Fu presidente dell'Associazione dei problemisti tedeschi e redattore della sezione problemi della rivista « Deutsche Schachzeitung ».
Il problema a sinistra illustra la sua abilità nella composizione di miniature.
|   | a | b | c | d | e | f | g | h |   |
| 8 | b8 re del bianco · e8 alfiere del bianco · e7 pedone del nero · b6 pedone del nero · d6 re del nero · e4 donna del bianco · f2 alfiere del bianco | b8 re del bianco · e8 alfiere del bianco · e7 pedone del nero · b6 pedone del nero · d6 re del nero · e4 donna del bianco · f2 alfiere del bianco | b8 re del bianco · e8 alfiere del bianco · e7 pedone del nero · b6 pedone del nero · d6 re del nero · e4 donna del bianco · f2 alfiere del bianco | b8 re del bianco · e8 alfiere del bianco · e7 pedone del nero · b6 pedone del nero · d6 re del nero · e4 donna del bianco · f2 alfiere del bianco | b8 re del bianco · e8 alfiere del bianco · e7 pedone del nero · b6 pedone del nero · d6 re del nero · e4 donna del bianco · f2 alfiere del bianco | b8 re del bianco · e8 alfiere del bianco · e7 pedone del nero · b6 pedone del nero · d6 re del nero · e4 donna del bianco · f2 alfiere del bianco | b8 re del bianco · e8 alfiere del bianco · e7 pedone del nero · b6 pedone del nero · d6 re del nero · e4 donna del bianco · f2 alfiere del bianco | b8 re del bianco · e8 alfiere del bianco · e7 pedone del nero · b6 pedone del nero · d6 re del nero · e4 donna del bianco · f2 alfiere del bianco | 8 |
| 7 | b8 re del bianco · e8 alfiere del bianco · e7 pedone del nero · b6 pedone del nero · d6 re del nero · e4 donna del bianco · f2 alfiere del bianco | b8 re del bianco · e8 alfiere del bianco · e7 pedone del nero · b6 pedone del nero · d6 re del nero · e4 donna del bianco · f2 alfiere del bianco | b8 re del bianco · e8 alfiere del bianco · e7 pedone del nero · b6 pedone del nero · d6 re del nero · e4 donna del bianco · f2 alfiere del bianco | b8 re del bianco · e8 alfiere del bianco · e7 pedone del nero · b6 pedone del nero · d6 re del nero · e4 donna del bianco · f2 alfiere del bianco | b8 re del bianco · e8 alfiere del bianco · e7 pedone del nero · b6 pedone del nero · d6 re del nero · e4 donna del bianco · f2 alfiere del bianco | b8 re del bianco · e8 alfiere del bianco · e7 pedone del nero · b6 pedone del nero · d6 re del nero · e4 donna del bianco · f2 alfiere del bianco | b8 re del bianco · e8 alfiere del bianco · e7 pedone del nero · b6 pedone del nero · d6 re del nero · e4 donna del bianco · f2 alfiere del bianco | b8 re del bianco · e8 alfiere del bianco · e7 pedone del nero · b6 pedone del nero · d6 re del nero · e4 donna del bianco · f2 alfiere del bianco | 7 |
| 6 | b8 re del bianco · e8 alfiere del bianco · e7 pedone del nero · b6 pedone del nero · d6 re del nero · e4 donna del bianco · f2 alfiere del bianco | b8 re del bianco · e8 alfiere del bianco · e7 pedone del nero · b6 pedone del nero · d6 re del nero · e4 donna del bianco · f2 alfiere del bianco | b8 re del bianco · e8 alfiere del bianco · e7 pedone del nero · b6 pedone del nero · d6 re del nero · e4 donna del bianco · f2 alfiere del bianco | b8 re del bianco · e8 alfiere del bianco · e7 pedone del nero · b6 pedone del nero · d6 re del nero · e4 donna del bianco · f2 alfiere del bianco | b8 re del bianco · e8 alfiere del bianco · e7 pedone del nero · b6 pedone del nero · d6 re del nero · e4 donna del bianco · f2 alfiere del bianco | b8 re del bianco · e8 alfiere del bianco · e7 pedone del nero · b6 pedone del nero · d6 re del nero · e4 donna del bianco · f2 alfiere del bianco | b8 re del bianco · e8 alfiere del bianco · e7 pedone del nero · b6 pedone del nero · d6 re del nero · e4 donna del bianco · f2 alfiere del bianco | b8 re del bianco · e8 alfiere del bianco · e7 pedone del nero · b6 pedone del nero · d6 re del nero · e4 donna del bianco · f2 alfiere del bianco | 6 |
| 5 | b8 re del bianco · e8 alfiere del bianco · e7 pedone del nero · b6 pedone del nero · d6 re del nero · e4 donna del bianco · f2 alfiere del bianco | b8 re del bianco · e8 alfiere del bianco · e7 pedone del nero · b6 pedone del nero · d6 re del nero · e4 donna del bianco · f2 alfiere del bianco | b8 re del bianco · e8 alfiere del bianco · e7 pedone del nero · b6 pedone del nero · d6 re del nero · e4 donna del bianco · f2 alfiere del bianco | b8 re del bianco · e8 alfiere del bianco · e7 pedone del nero · b6 pedone del nero · d6 re del nero · e4 donna del bianco · f2 alfiere del bianco | b8 re del bianco · e8 alfiere del bianco · e7 pedone del nero · b6 pedone del nero · d6 re del nero · e4 donna del bianco · f2 alfiere del bianco | b8 re del bianco · e8 alfiere del bianco · e7 pedone del nero · b6 pedone del nero · d6 re del nero · e4 donna del bianco · f2 alfiere del bianco | b8 re del bianco · e8 alfiere del bianco · e7 pedone del nero · b6 pedone del nero · d6 re del nero · e4 donna del bianco · f2 alfiere del bianco | b8 re del bianco · e8 alfiere del bianco · e7 pedone del nero · b6 pedone del nero · d6 re del nero · e4 donna del bianco · f2 alfiere del bianco | 5 |
| 4 | b8 re del bianco · e8 alfiere del bianco · e7 pedone del nero · b6 pedone del nero · d6 re del nero · e4 donna del bianco · f2 alfiere del bianco | b8 re del bianco · e8 alfiere del bianco · e7 pedone del nero · b6 pedone del nero · d6 re del nero · e4 donna del bianco · f2 alfiere del bianco | b8 re del bianco · e8 alfiere del bianco · e7 pedone del nero · b6 pedone del nero · d6 re del nero · e4 donna del bianco · f2 alfiere del bianco | b8 re del bianco · e8 alfiere del bianco · e7 pedone del nero · b6 pedone del nero · d6 re del nero · e4 donna del bianco · f2 alfiere del bianco | b8 re del bianco · e8 alfiere del bianco · e7 pedone del nero · b6 pedone del nero · d6 re del nero · e4 donna del bianco · f2 alfiere del bianco | b8 re del bianco · e8 alfiere del bianco · e7 pedone del nero · b6 pedone del nero · d6 re del nero · e4 donna del bianco · f2 alfiere del bianco | b8 re del bianco · e8 alfiere del bianco · e7 pedone del nero · b6 pedone del nero · d6 re del nero · e4 donna del bianco · f2 alfiere del bianco | b8 re del bianco · e8 alfiere del bianco · e7 pedone del nero · b6 pedone del nero · d6 re del nero · e4 donna del bianco · f2 alfiere del bianco | 4 |
| 3 | b8 re del bianco · e8 alfiere del bianco · e7 pedone del nero · b6 pedone del nero · d6 re del nero · e4 donna del bianco · f2 alfiere del bianco | b8 re del bianco · e8 alfiere del bianco · e7 pedone del nero · b6 pedone del nero · d6 re del nero · e4 donna del bianco · f2 alfiere del bianco | b8 re del bianco · e8 alfiere del bianco · e7 pedone del nero · b6 pedone del nero · d6 re del nero · e4 donna del bianco · f2 alfiere del bianco | b8 re del bianco · e8 alfiere del bianco · e7 pedone del nero · b6 pedone del nero · d6 re del nero · e4 donna del bianco · f2 alfiere del bianco | b8 re del bianco · e8 alfiere del bianco · e7 pedone del nero · b6 pedone del nero · d6 re del nero · e4 donna del bianco · f2 alfiere del bianco | b8 re del bianco · e8 alfiere del bianco · e7 pedone del nero · b6 pedone del nero · d6 re del nero · e4 donna del bianco · f2 alfiere del bianco | b8 re del bianco · e8 alfiere del bianco · e7 pedone del nero · b6 pedone del nero · d6 re del nero · e4 donna del bianco · f2 alfiere del bianco | b8 re del bianco · e8 alfiere del bianco · e7 pedone del nero · b6 pedone del nero · d6 re del nero · e4 donna del bianco · f2 alfiere del bianco | 3 |
| 2 | b8 re del bianco · e8 alfiere del bianco · e7 pedone del nero · b6 pedone del nero · d6 re del nero · e4 donna del bianco · f2 alfiere del bianco | b8 re del bianco · e8 alfiere del bianco · e7 pedone del nero · b6 pedone del nero · d6 re del nero · e4 donna del bianco · f2 alfiere del bianco | b8 re del bianco · e8 alfiere del bianco · e7 pedone del nero · b6 pedone del nero · d6 re del nero · e4 donna del bianco · f2 alfiere del bianco | b8 re del bianco · e8 alfiere del bianco · e7 pedone del nero · b6 pedone del nero · d6 re del nero · e4 donna del bianco · f2 alfiere del bianco | b8 re del bianco · e8 alfiere del bianco · e7 pedone del nero · b6 pedone del nero · d6 re del nero · e4 donna del bianco · f2 alfiere del bianco | b8 re del bianco · e8 alfiere del bianco · e7 pedone del nero · b6 pedone del nero · d6 re del nero · e4 donna del bianco · f2 alfiere del bianco | b8 re del bianco · e8 alfiere del bianco · e7 pedone del nero · b6 pedone del nero · d6 re del nero · e4 donna del bianco · f2 alfiere del bianco | b8 re del bianco · e8 alfiere del bianco · e7 pedone del nero · b6 pedone del nero · d6 re del nero · e4 donna del bianco · f2 alfiere del bianco | 2 |
| 1 | b8 re del bianco · e8 alfiere del bianco · e7 pedone del nero · b6 pedone del nero · d6 re del nero · e4 donna del bianco · f2 alfiere del bianco | b8 re del bianco · e8 alfiere del bianco · e7 pedone del nero · b6 pedone del nero · d6 re del nero · e4 donna del bianco · f2 alfiere del bianco | b8 re del bianco · e8 alfiere del bianco · e7 pedone del nero · b6 pedone del nero · d6 re del nero · e4 donna del bianco · f2 alfiere del bianco | b8 re del bianco · e8 alfiere del bianco · e7 pedone del nero · b6 pedone del nero · d6 re del nero · e4 donna del bianco · f2 alfiere del bianco | b8 re del bianco · e8 alfiere del bianco · e7 pedone del nero · b6 pedone del nero · d6 re del nero · e4 donna del bianco · f2 alfiere del bianco | b8 re del bianco · e8 alfiere del bianco · e7 pedone del nero · b6 pedone del nero · d6 re del nero · e4 donna del bianco · f2 alfiere del bianco | b8 re del bianco · e8 alfiere del bianco · e7 pedone del nero · b6 pedone del nero · d6 re del nero · e4 donna del bianco · f2 alfiere del bianco | b8 re del bianco · e8 alfiere del bianco · e7 pedone del nero · b6 pedone del nero · d6 re del nero · e4 donna del bianco · f2 alfiere del bianco | 1 |
|   | a | b | c | d | e | f | g | h |   |

Soluzione:
1. Ah4!  (minaccia 2. Axe7#)

1... e6  2. Dd4#

|   | a | b | c | d | e | f | g | h |   |
| 8 | e8 re del bianco · g7 pedone del nero · b4 torre del bianco · f3 pedone del bianco · g3 torre del nero · h3 pedone del nero · b2 pedone del bianco · g2 re del nero · h2 donna del nero · c1 donna del bianco · f1 torre del bianco · h1 alfiere del nero | e8 re del bianco · g7 pedone del nero · b4 torre del bianco · f3 pedone del bianco · g3 torre del nero · h3 pedone del nero · b2 pedone del bianco · g2 re del nero · h2 donna del nero · c1 donna del bianco · f1 torre del bianco · h1 alfiere del nero | e8 re del bianco · g7 pedone del nero · b4 torre del bianco · f3 pedone del bianco · g3 torre del nero · h3 pedone del nero · b2 pedone del bianco · g2 re del nero · h2 donna del nero · c1 donna del bianco · f1 torre del bianco · h1 alfiere del nero | e8 re del bianco · g7 pedone del nero · b4 torre del bianco · f3 pedone del bianco · g3 torre del nero · h3 pedone del nero · b2 pedone del bianco · g2 re del nero · h2 donna del nero · c1 donna del bianco · f1 torre del bianco · h1 alfiere del nero | e8 re del bianco · g7 pedone del nero · b4 torre del bianco · f3 pedone del bianco · g3 torre del nero · h3 pedone del nero · b2 pedone del bianco · g2 re del nero · h2 donna del nero · c1 donna del bianco · f1 torre del bianco · h1 alfiere del nero | e8 re del bianco · g7 pedone del nero · b4 torre del bianco · f3 pedone del bianco · g3 torre del nero · h3 pedone del nero · b2 pedone del bianco · g2 re del nero · h2 donna del nero · c1 donna del bianco · f1 torre del bianco · h1 alfiere del nero | e8 re del bianco · g7 pedone del nero · b4 torre del bianco · f3 pedone del bianco · g3 torre del nero · h3 pedone del nero · b2 pedone del bianco · g2 re del nero · h2 donna del nero · c1 donna del bianco · f1 torre del bianco · h1 alfiere del nero | e8 re del bianco · g7 pedone del nero · b4 torre del bianco · f3 pedone del bianco · g3 torre del nero · h3 pedone del nero · b2 pedone del bianco · g2 re del nero · h2 donna del nero · c1 donna del bianco · f1 torre del bianco · h1 alfiere del nero | 8 |
| 7 | e8 re del bianco · g7 pedone del nero · b4 torre del bianco · f3 pedone del bianco · g3 torre del nero · h3 pedone del nero · b2 pedone del bianco · g2 re del nero · h2 donna del nero · c1 donna del bianco · f1 torre del bianco · h1 alfiere del nero | e8 re del bianco · g7 pedone del nero · b4 torre del bianco · f3 pedone del bianco · g3 torre del nero · h3 pedone del nero · b2 pedone del bianco · g2 re del nero · h2 donna del nero · c1 donna del bianco · f1 torre del bianco · h1 alfiere del nero | e8 re del bianco · g7 pedone del nero · b4 torre del bianco · f3 pedone del bianco · g3 torre del nero · h3 pedone del nero · b2 pedone del bianco · g2 re del nero · h2 donna del nero · c1 donna del bianco · f1 torre del bianco · h1 alfiere del nero | e8 re del bianco · g7 pedone del nero · b4 torre del bianco · f3 pedone del bianco · g3 torre del nero · h3 pedone del nero · b2 pedone del bianco · g2 re del nero · h2 donna del nero · c1 donna del bianco · f1 torre del bianco · h1 alfiere del nero | e8 re del bianco · g7 pedone del nero · b4 torre del bianco · f3 pedone del bianco · g3 torre del nero · h3 pedone del nero · b2 pedone del bianco · g2 re del nero · h2 donna del nero · c1 donna del bianco · f1 torre del bianco · h1 alfiere del nero | e8 re del bianco · g7 pedone del nero · b4 torre del bianco · f3 pedone del bianco · g3 torre del nero · h3 pedone del nero · b2 pedone del bianco · g2 re del nero · h2 donna del nero · c1 donna del bianco · f1 torre del bianco · h1 alfiere del nero | e8 re del bianco · g7 pedone del nero · b4 torre del bianco · f3 pedone del bianco · g3 torre del nero · h3 pedone del nero · b2 pedone del bianco · g2 re del nero · h2 donna del nero · c1 donna del bianco · f1 torre del bianco · h1 alfiere del nero | e8 re del bianco · g7 pedone del nero · b4 torre del bianco · f3 pedone del bianco · g3 torre del nero · h3 pedone del nero · b2 pedone del bianco · g2 re del nero · h2 donna del nero · c1 donna del bianco · f1 torre del bianco · h1 alfiere del nero | 7 |
| 6 | e8 re del bianco · g7 pedone del nero · b4 torre del bianco · f3 pedone del bianco · g3 torre del nero · h3 pedone del nero · b2 pedone del bianco · g2 re del nero · h2 donna del nero · c1 donna del bianco · f1 torre del bianco · h1 alfiere del nero | e8 re del bianco · g7 pedone del nero · b4 torre del bianco · f3 pedone del bianco · g3 torre del nero · h3 pedone del nero · b2 pedone del bianco · g2 re del nero · h2 donna del nero · c1 donna del bianco · f1 torre del bianco · h1 alfiere del nero | e8 re del bianco · g7 pedone del nero · b4 torre del bianco · f3 pedone del bianco · g3 torre del nero · h3 pedone del nero · b2 pedone del bianco · g2 re del nero · h2 donna del nero · c1 donna del bianco · f1 torre del bianco · h1 alfiere del nero | e8 re del bianco · g7 pedone del nero · b4 torre del bianco · f3 pedone del bianco · g3 torre del nero · h3 pedone del nero · b2 pedone del bianco · g2 re del nero · h2 donna del nero · c1 donna del bianco · f1 torre del bianco · h1 alfiere del nero | e8 re del bianco · g7 pedone del nero · b4 torre del bianco · f3 pedone del bianco · g3 torre del nero · h3 pedone del nero · b2 pedone del bianco · g2 re del nero · h2 donna del nero · c1 donna del bianco · f1 torre del bianco · h1 alfiere del nero | e8 re del bianco · g7 pedone del nero · b4 torre del bianco · f3 pedone del bianco · g3 torre del nero · h3 pedone del nero · b2 pedone del bianco · g2 re del nero · h2 donna del nero · c1 donna del bianco · f1 torre del bianco · h1 alfiere del nero | e8 re del bianco · g7 pedone del nero · b4 torre del bianco · f3 pedone del bianco · g3 torre del nero · h3 pedone del nero · b2 pedone del bianco · g2 re del nero · h2 donna del nero · c1 donna del bianco · f1 torre del bianco · h1 alfiere del nero | e8 re del bianco · g7 pedone del nero · b4 torre del bianco · f3 pedone del bianco · g3 torre del nero · h3 pedone del nero · b2 pedone del bianco · g2 re del nero · h2 donna del nero · c1 donna del bianco · f1 torre del bianco · h1 alfiere del nero | 6 |
| 5 | e8 re del bianco · g7 pedone del nero · b4 torre del bianco · f3 pedone del bianco · g3 torre del nero · h3 pedone del nero · b2 pedone del bianco · g2 re del nero · h2 donna del nero · c1 donna del bianco · f1 torre del bianco · h1 alfiere del nero | e8 re del bianco · g7 pedone del nero · b4 torre del bianco · f3 pedone del bianco · g3 torre del nero · h3 pedone del nero · b2 pedone del bianco · g2 re del nero · h2 donna del nero · c1 donna del bianco · f1 torre del bianco · h1 alfiere del nero | e8 re del bianco · g7 pedone del nero · b4 torre del bianco · f3 pedone del bianco · g3 torre del nero · h3 pedone del nero · b2 pedone del bianco · g2 re del nero · h2 donna del nero · c1 donna del bianco · f1 torre del bianco · h1 alfiere del nero | e8 re del bianco · g7 pedone del nero · b4 torre del bianco · f3 pedone del bianco · g3 torre del nero · h3 pedone del nero · b2 pedone del bianco · g2 re del nero · h2 donna del nero · c1 donna del bianco · f1 torre del bianco · h1 alfiere del nero | e8 re del bianco · g7 pedone del nero · b4 torre del bianco · f3 pedone del bianco · g3 torre del nero · h3 pedone del nero · b2 pedone del bianco · g2 re del nero · h2 donna del nero · c1 donna del bianco · f1 torre del bianco · h1 alfiere del nero | e8 re del bianco · g7 pedone del nero · b4 torre del bianco · f3 pedone del bianco · g3 torre del nero · h3 pedone del nero · b2 pedone del bianco · g2 re del nero · h2 donna del nero · c1 donna del bianco · f1 torre del bianco · h1 alfiere del nero | e8 re del bianco · g7 pedone del nero · b4 torre del bianco · f3 pedone del bianco · g3 torre del nero · h3 pedone del nero · b2 pedone del bianco · g2 re del nero · h2 donna del nero · c1 donna del bianco · f1 torre del bianco · h1 alfiere del nero | e8 re del bianco · g7 pedone del nero · b4 torre del bianco · f3 pedone del bianco · g3 torre del nero · h3 pedone del nero · b2 pedone del bianco · g2 re del nero · h2 donna del nero · c1 donna del bianco · f1 torre del bianco · h1 alfiere del nero | 5 |
| 4 | e8 re del bianco · g7 pedone del nero · b4 torre del bianco · f3 pedone del bianco · g3 torre del nero · h3 pedone del nero · b2 pedone del bianco · g2 re del nero · h2 donna del nero · c1 donna del bianco · f1 torre del bianco · h1 alfiere del nero | e8 re del bianco · g7 pedone del nero · b4 torre del bianco · f3 pedone del bianco · g3 torre del nero · h3 pedone del nero · b2 pedone del bianco · g2 re del nero · h2 donna del nero · c1 donna del bianco · f1 torre del bianco · h1 alfiere del nero | e8 re del bianco · g7 pedone del nero · b4 torre del bianco · f3 pedone del bianco · g3 torre del nero · h3 pedone del nero · b2 pedone del bianco · g2 re del nero · h2 donna del nero · c1 donna del bianco · f1 torre del bianco · h1 alfiere del nero | e8 re del bianco · g7 pedone del nero · b4 torre del bianco · f3 pedone del bianco · g3 torre del nero · h3 pedone del nero · b2 pedone del bianco · g2 re del nero · h2 donna del nero · c1 donna del bianco · f1 torre del bianco · h1 alfiere del nero | e8 re del bianco · g7 pedone del nero · b4 torre del bianco · f3 pedone del bianco · g3 torre del nero · h3 pedone del nero · b2 pedone del bianco · g2 re del nero · h2 donna del nero · c1 donna del bianco · f1 torre del bianco · h1 alfiere del nero | e8 re del bianco · g7 pedone del nero · b4 torre del bianco · f3 pedone del bianco · g3 torre del nero · h3 pedone del nero · b2 pedone del bianco · g2 re del nero · h2 donna del nero · c1 donna del bianco · f1 torre del bianco · h1 alfiere del nero | e8 re del bianco · g7 pedone del nero · b4 torre del bianco · f3 pedone del bianco · g3 torre del nero · h3 pedone del nero · b2 pedone del bianco · g2 re del nero · h2 donna del nero · c1 donna del bianco · f1 torre del bianco · h1 alfiere del nero | e8 re del bianco · g7 pedone del nero · b4 torre del bianco · f3 pedone del bianco · g3 torre del nero · h3 pedone del nero · b2 pedone del bianco · g2 re del nero · h2 donna del nero · c1 donna del bianco · f1 torre del bianco · h1 alfiere del nero | 4 |
| 3 | e8 re del bianco · g7 pedone del nero · b4 torre del bianco · f3 pedone del bianco · g3 torre del nero · h3 pedone del nero · b2 pedone del bianco · g2 re del nero · h2 donna del nero · c1 donna del bianco · f1 torre del bianco · h1 alfiere del nero | e8 re del bianco · g7 pedone del nero · b4 torre del bianco · f3 pedone del bianco · g3 torre del nero · h3 pedone del nero · b2 pedone del bianco · g2 re del nero · h2 donna del nero · c1 donna del bianco · f1 torre del bianco · h1 alfiere del nero | e8 re del bianco · g7 pedone del nero · b4 torre del bianco · f3 pedone del bianco · g3 torre del nero · h3 pedone del nero · b2 pedone del bianco · g2 re del nero · h2 donna del nero · c1 donna del bianco · f1 torre del bianco · h1 alfiere del nero | e8 re del bianco · g7 pedone del nero · b4 torre del bianco · f3 pedone del bianco · g3 torre del nero · h3 pedone del nero · b2 pedone del bianco · g2 re del nero · h2 donna del nero · c1 donna del bianco · f1 torre del bianco · h1 alfiere del nero | e8 re del bianco · g7 pedone del nero · b4 torre del bianco · f3 pedone del bianco · g3 torre del nero · h3 pedone del nero · b2 pedone del bianco · g2 re del nero · h2 donna del nero · c1 donna del bianco · f1 torre del bianco · h1 alfiere del nero | e8 re del bianco · g7 pedone del nero · b4 torre del bianco · f3 pedone del bianco · g3 torre del nero · h3 pedone del nero · b2 pedone del bianco · g2 re del nero · h2 donna del nero · c1 donna del bianco · f1 torre del bianco · h1 alfiere del nero | e8 re del bianco · g7 pedone del nero · b4 torre del bianco · f3 pedone del bianco · g3 torre del nero · h3 pedone del nero · b2 pedone del bianco · g2 re del nero · h2 donna del nero · c1 donna del bianco · f1 torre del bianco · h1 alfiere del nero | e8 re del bianco · g7 pedone del nero · b4 torre del bianco · f3 pedone del bianco · g3 torre del nero · h3 pedone del nero · b2 pedone del bianco · g2 re del nero · h2 donna del nero · c1 donna del bianco · f1 torre del bianco · h1 alfiere del nero | 3 |
| 2 | e8 re del bianco · g7 pedone del nero · b4 torre del bianco · f3 pedone del bianco · g3 torre del nero · h3 pedone del nero · b2 pedone del bianco · g2 re del nero · h2 donna del nero · c1 donna del bianco · f1 torre del bianco · h1 alfiere del nero | e8 re del bianco · g7 pedone del nero · b4 torre del bianco · f3 pedone del bianco · g3 torre del nero · h3 pedone del nero · b2 pedone del bianco · g2 re del nero · h2 donna del nero · c1 donna del bianco · f1 torre del bianco · h1 alfiere del nero | e8 re del bianco · g7 pedone del nero · b4 torre del bianco · f3 pedone del bianco · g3 torre del nero · h3 pedone del nero · b2 pedone del bianco · g2 re del nero · h2 donna del nero · c1 donna del bianco · f1 torre del bianco · h1 alfiere del nero | e8 re del bianco · g7 pedone del nero · b4 torre del bianco · f3 pedone del bianco · g3 torre del nero · h3 pedone del nero · b2 pedone del bianco · g2 re del nero · h2 donna del nero · c1 donna del bianco · f1 torre del bianco · h1 alfiere del nero | e8 re del bianco · g7 pedone del nero · b4 torre del bianco · f3 pedone del bianco · g3 torre del nero · h3 pedone del nero · b2 pedone del bianco · g2 re del nero · h2 donna del nero · c1 donna del bianco · f1 torre del bianco · h1 alfiere del nero | e8 re del bianco · g7 pedone del nero · b4 torre del bianco · f3 pedone del bianco · g3 torre del nero · h3 pedone del nero · b2 pedone del bianco · g2 re del nero · h2 donna del nero · c1 donna del bianco · f1 torre del bianco · h1 alfiere del nero | e8 re del bianco · g7 pedone del nero · b4 torre del bianco · f3 pedone del bianco · g3 torre del nero · h3 pedone del nero · b2 pedone del bianco · g2 re del nero · h2 donna del nero · c1 donna del bianco · f1 torre del bianco · h1 alfiere del nero | e8 re del bianco · g7 pedone del nero · b4 torre del bianco · f3 pedone del bianco · g3 torre del nero · h3 pedone del nero · b2 pedone del bianco · g2 re del nero · h2 donna del nero · c1 donna del bianco · f1 torre del bianco · h1 alfiere del nero | 2 |
| 1 | e8 re del bianco · g7 pedone del nero · b4 torre del bianco · f3 pedone del bianco · g3 torre del nero · h3 pedone del nero · b2 pedone del bianco · g2 re del nero · h2 donna del nero · c1 donna del bianco · f1 torre del bianco · h1 alfiere del nero | e8 re del bianco · g7 pedone del nero · b4 torre del bianco · f3 pedone del bianco · g3 torre del nero · h3 pedone del nero · b2 pedone del bianco · g2 re del nero · h2 donna del nero · c1 donna del bianco · f1 torre del bianco · h1 alfiere del nero | e8 re del bianco · g7 pedone del nero · b4 torre del bianco · f3 pedone del bianco · g3 torre del nero · h3 pedone del nero · b2 pedone del bianco · g2 re del nero · h2 donna del nero · c1 donna del bianco · f1 torre del bianco · h1 alfiere del nero | e8 re del bianco · g7 pedone del nero · b4 torre del bianco · f3 pedone del bianco · g3 torre del nero · h3 pedone del nero · b2 pedone del bianco · g2 re del nero · h2 donna del nero · c1 donna del bianco · f1 torre del bianco · h1 alfiere del nero | e8 re del bianco · g7 pedone del nero · b4 torre del bianco · f3 pedone del bianco · g3 torre del nero · h3 pedone del nero · b2 pedone del bianco · g2 re del nero · h2 donna del nero · c1 donna del bianco · f1 torre del bianco · h1 alfiere del nero | e8 re del bianco · g7 pedone del nero · b4 torre del bianco · f3 pedone del bianco · g3 torre del nero · h3 pedone del nero · b2 pedone del bianco · g2 re del nero · h2 donna del nero · c1 donna del bianco · f1 torre del bianco · h1 alfiere del nero | e8 re del bianco · g7 pedone del nero · b4 torre del bianco · f3 pedone del bianco · g3 torre del nero · h3 pedone del nero · b2 pedone del bianco · g2 re del nero · h2 donna del nero · c1 donna del bianco · f1 torre del bianco · h1 alfiere del nero | e8 re del bianco · g7 pedone del nero · b4 torre del bianco · f3 pedone del bianco · g3 torre del nero · h3 pedone del nero · b2 pedone del bianco · g2 re del nero · h2 donna del nero · c1 donna del bianco · f1 torre del bianco · h1 alfiere del nero | 1 |
|   | a | b | c | d | e | f | g | h |   |

Soluzione:
1. Ta4!  (min. 2. Dd2+ Rxf1 3. Ta1#)
1... Tg6  2. Dc2+  Rg3  3. Dxg6#

1... Tg5  2. Dd2+  Rxf1  3. Ta1#

(2...Rg3  3. Dxg5#)